# قفس طلایی (فیلم ۱۳۸۹)
قفس طلایی فیلمی به کارگردانی محمد زرین‌دست، تهیه‌کنندگی علی‌اکبر مزینانی و نویسندگی شوبیر شیرازی ساخته سال ۱۳۸۹ است، سکانس‌هایی از این فیلم در کشور آمریکا تصویر برداری شده‌است.

## خلاصه داستان
امیر فرزند کوچک خانواده ایزدی بزرگ است که با امید کسب موقعیت‌های بهتر از سوی پدرش به خارج از کشور فرستاده می‌شود ولی پس از چندی به دلیل بروز اختلافاتی رابطه امیر با خانواده‌اش قطع می‌شود و منصور برادر بزرگتر امیر برای بازگرداندن وی به آمریکا می‌رود.